# Lee-code
Een Lee-code is een foutcorrigerende lineaire code die men kan beschouwen als een uitbreiding van de Hamming-code naar niet-binaire woorden. Lee-codes kunnen gebruikt worden in die gevallen waarin niet-binaire signalen worden verzonden of opgeslagen.

## Definities

### Lee-afstand
Voor twee woorden van gelijke lengte met symbolen uit {\displaystyle \{0,1,\ldots ,q-1\}} is de 
Lee-afstand gedefinieerd. Twee woorden {\displaystyle x} en {\displaystyle y} van {\displaystyle n} symbolen hebben de Lee-afstand:
{\displaystyle d_{L}(x,y)=\sum _{i=1}^{n}\min(|x_{i}-y_{i}|,q-|x_{i}-y_{i}|)}
Deze metriek lijkt enigszins op de Manhattan-metriek.

### Lee-sfeer
De verzameling {\displaystyle F^{n}} bestaat uit alle woorden van de lengte {\displaystyle n} met symbolen uit het alfabet {\displaystyle F=\{0,1,\ldots ,q-1\}}. 
De Lee-sfeer met straal {\displaystyle e} rond een woord {\displaystyle x} wordt gegeven door:
{\displaystyle S_{L}(x,e)=\{y\in F^{n}|d_{L}(x,y)\leq e\}}
Dit is de verzameling van alle woorden met lengte {\displaystyle n} waarvan de Lee-afstand tot {\displaystyle x} niet meer bedraagt dan {\displaystyle e} eenheden.
Lee-sferen hebben een meetkundige interpretatie. Voor bijvoorbeeld woorden met lengte 2 worden ze in het vlak voorgesteld door:
| voor {\displaystyle e=1}                                                       | voor {\displaystyle e=2}                                                  |
| Lee-sfeer voor n = 2 , e = 1 {\displaystyle n=2,e=1} · {\displaystyle n=2,e=1} | Lee-sfeer n = 2 , e = 2 {\displaystyle n=2,e=2} · {\displaystyle n=2,e=2} |
enzovoort. Het woord {\displaystyle x} bevindt zich in het midden van de figuur. De horizontale en verticale as komen overeen met de coördinaten {\displaystyle x_{1}} en {\displaystyle x_{2}.} De woorden op een Lee-afstand ten hoogste {\displaystyle e} bevinden zich in het centrum van de vierkantjes die binnen de figuur gelegen zijn. Dus 13 woorden liggen op afstand 2 of minder van {\displaystyle x.}
In drie dimensies ({\displaystyle n=3}) worden de vierkantjes kubussen die rondom een centraal punt gestapeld zijn.
Het volume (aantal woorden) van een Lee-sfeer is:
{\displaystyle \sum _{i=0}^{\min\{n,e\}}2^{i}{\binom {n}{i}}{\binom {e}{i}}} voor {\displaystyle q\geq 3}

### Lee-code
Een deelverzameling {\displaystyle C\subset F^{n}} is een e-foutencorrigerende Lee-code indien voor elk paar codewoorden {\displaystyle x,y\in C} geldt dat hun Lee-sferen met straal {\displaystyle e} disjunct zijn:
{\displaystyle S_{L}(x,e)\cap S_{L}(y,e)=\varnothing \ \forall x,y\in C,x\neq y}
De woorden die binnen de {\displaystyle e}-sfeer van een codewoord uit {\displaystyle C} liggen zijn "gedekt" door dat codewoord.

### Perfecte Lee-code
Het aantal codewoorden, dus het aantal codeerbare boodschappen, van een e-foutencorrigerende Lee-code is zo groot mogelijk wanneer de Lee-sferen van de codewoorden een dichte pakking hebben. Een Lee-code is perfect wanneer:
{\displaystyle \bigcup _{x\in C}S_{L}(x,e)=F^{n}}
wat betekent dat de Lee-sferen met straal {\displaystyle e} van de codewoorden met lengte {\displaystyle n} de vectorruimte {\displaystyle F_{n}} volledig opvullen of betegelen; ze vormen een partitie van die ruimte. Met andere woorden elk woord van lengte {\displaystyle n} wordt gedekt door een uniek codewoord uit {\displaystyle C.}
Alleen als een dergelijke betegeling van {\displaystyle F_{n}} met Lee-sferen met straal {\displaystyle e} mogelijk is, bestaat er een perfecte Lee-code, genoteerd als {\displaystyle \mathrm {PL} (n,e).} Er bestaan perfecte Lee-codes {\displaystyle \mathrm {PL} (n,1)} voor elke {\displaystyle n\geq 1} en {\displaystyle \mathrm {PL} (2,e)} voor elke {\displaystyle e\geq 1.} Er bestaat geen {\displaystyle \mathrm {PL} (2,3).}

## Vermoeden van Golomb en Welch
Golomb en Welch formuleerden het vermoeden dat er geen perfecte {\displaystyle e}-foutencorrigerende Lee-codes bestaan voor {\displaystyle n>2} en {\displaystyle e>1.} Het is nog niet in zijn algemeenheid bewezen, maar er zijn vele resultaten die het vermoeden bevestigen. Zo is onder meer bewezen dat er geen perfecte Lee-codes bestaan wanneer {\displaystyle q\geq 2e+1.} Gravier et al. bewezen in 1998 dat er geen betegeling van de driedimensionele ruimte mogelijk is met Lee-sferen met een straal {\displaystyle e} van 2 of meer. Dat bewijst het vermoeden van Golomb en Welch voor {\displaystyle n=3.} Het vermoeden is nadien ook bewezen voor {\displaystyle n=4} en {\displaystyle n=5.}